# Farces et moralités
Amb el títol de Farces et moralités (en català, literalment, Farses i moralitats) es van publicar l'any 1904 sis peces en un acte de l'escriptor francès Octave Mirbeau: Vieux ménages, 1900 (Vells matrimonis); Les Amants, 1901 (Els amants); L'Épidémie, 1898 (L'epidèmia, traducció catalana de Virgili Ambròs, [s.d.]); Le Portefeuille, 1902 (La cartera, traducció catalana de Carles Costa, 1910); Scrupules, 1902 (Escrúpols, traducció catalana de Carles Costa, 1909), i Interview, 1904 (Entrevista).
Utilitzant procediments propis de la farsa (la caricatura, la deformació, l'exaltació), Mirbeau incita l'espectador a treure'n lliçons d'ordre general. Desemmascara els burgesos, revela la profunda injustícia inherent a la llei i a una societat basada en el lladronici i estén la crítica al llenguatge, amb el qual la classe dominant simula la seva respectabilitat.